# Ivan Majskij

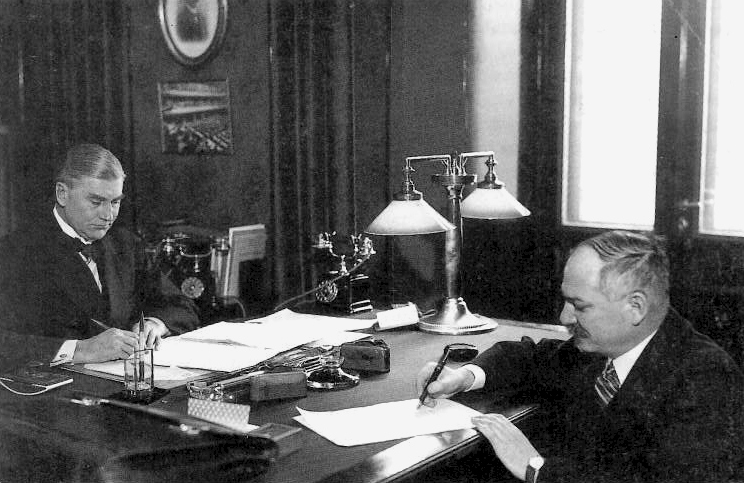
Den sovjet-finska nonaggressionspaktens undertecknande i Helsingfors den 21 januari 1932 Till vänster den finska utrikesministern Aarno Yrjö-Koskinen, och till höger Sovjetunionens ambassadör i Helsingfors, Ivan Maiskij

Ivan Mikhailovich Majskij, född den 19 januari 1884 i Kirillov, Ryssland, död den 3 september 1975 i Moskva, var en sovjetisk diplomat, historiker och politiker, och Sovjetunionens ambassadör i London under större delen av andra världskriget.

## Biografi
Ivan Majskij föddes som Jan Lachowiecki och son till russifierade polska föräldrar boende i det kejserliga Ryssland. Hans tidiga revolutionära aktiviteter ledde 1902 till hans utestängning från universitet i S:t Petersburg. Efter intern exil i Sibirien, reste han i Västeuropa, där han lärde sig engelska och franska. 
År 1912 bosatte han sig i London fram till 1917. Där träffade han och blev vän Georgii Tjitjerin och Maxim Litvinov.
Vid utbrottet av det ryska inbördeskriget och uppror i den tjeckoslovakiska legionen i Sibirien, återvände Majskij till Ryssland och bosatte sig i Samara, där han anslöt sig till den lokala Komuchregeringen, för vilket han kritiserades av mensjevikerna.
År 1921 gick han officiellt med i ryska kommunistpartiet (bolsjevikerna), och började sin karriär inom det kommunistiska systemet i Sovjetunionen. År 1922 började han arbeta som diplomat på olika poster, inklusive London, Tokyo och Helsingfors, men 1924 också som den första redaktören för Petrograds litterära tidskrift Zvezda.
År 1929 blev han sovjetisk ambassadör i Finland. Som en nära medarbetare till Maxim Litvinov, var Majskij en aktiv medlem och Sovjetunionens sändebud för kommittén för icke-intervention under spanska inbördeskriget.
År 1932 återvände han till London som det officiella sovjetiska sändebudet i Storbritannien, en post han innehade fram till 1943. Före utbrottet av andra världskriget hade han handlagt ett antal kriser, inklusive intensiv brittisk fientlighet mot Sovjetunionen, som ett resultat av vinterkriget mot Finland.
Efter den tyska invasionen av Sovjetunionen 1941, var Majskij ansvarig för en normalisering av förbindelserna med de västallierade. Bland annat undertecknade han Sikorski-Mayskij-avtalet 1941, som förklarade den nazi-sovjetiska pakten ogiltig. Detta normaliserade också relationerna mellan Sovjetunionen och den polska regeringen. 
År 1943 återkallades Majskij till Moskva, där han blev biträdande kommissarie för utrikesärenden, och ledde ett antal uppdrag som planerade möjliga sovjetiska strategier för slutet på kriget och för den närmaste efterkrigsvärlden. Han avgick 1945 från aktiv tjänst i den sovjetiska diplomatin och ägnade sig åt historien. Från 1946 var han medlem av sovjetiska vetenskapsakademin.